# Deorikalan
Deorikalan is een census town in het district Palamu van de Indiase staat Jharkhand. 

## Demografie
Volgens de Indiase volkstelling van 2001 wonen er 3929 mensen in Deorikalan, waarvan 52% mannelijk en 48% vrouwelijk is. De plaats heeft een alfabetiseringsgraad van 54%. 